# Philipp Klaus Sattler
Philipp Klaus Sattler (* 4. September 1923 in München; † 5. Dezember 2006) war ein deutscher Elektrotechniker und Hochschullehrer. 
Sattler machte 1942 Abitur am Wilhelmsgymnasium München.
1958 wurde er an der Fakultät für Maschinenwesen und Elektrotechnik der Technischen Hochschule München promoviert. Er war von April 1963 bis zu seiner Emeritierung im Oktober 1988 Professor für Elektrische Maschinen an der RWTH Aachen. 
Ferner war er von 1976 bis 1977 stellvertretender Vorsitzender und von 1978 bis 1988 als Vorsitzender der Energietechnischen Gesellschaft im VDE. 

## Veröffentlichungen
- Ausgleichvorgänge an der synchronen Blindleistungsmaschine eines allein über den Wechselrichter einer Gleichstrom-Hochspannungs-Übertragung gespeisten Drehstromnetzes (Dissertation), München 1958.